# Johannes Rietstap

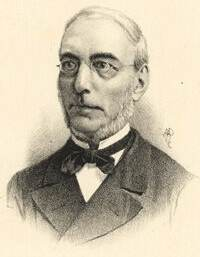
Johannes Baptista Rietstap in 1861

Johannes Baptista Rietstap (Rotterdam, 12 mei 1828 - Den Haag, 24 december 1891) was een Nederlands ambtenaar, stenograaf, genealoog en heraldicus. Vooral door zijn monumentale werk op het gebied van heraldiek is hij bekend gebleven. Rietstaps Armorial Général met de beschrijving van de wapens van 110.000 families is het meest complete gedrukte overzicht van wapens.

## Leven
Rietstap werd in 1828 in Rotterdam geboren als zoon van Elizabeth Hermina Remmert en Willem Hendrick Rietstap. Zijn vader was accountant en verzekeringsagent. Rietstap Jr. koos voor een meer intellectuele loopbaan. Zijn eerste banen waren die van boekverkoper en journalist bij de Nieuwe Rotterdamsche Courant. In die tijd ontstond ook zijn interesse in de heraldiek.
Johannes Rietstap bleek een talenknobbel te hebben; hij leerde op zijn 25e alsnog Latijn en Spaans.
In november 1850 werd hij een medewerker van de pas opgerichte Stenographische Dienst van de Staten-Generaal. Deze in 1852 in een vast dienstverband omgezette ambtelijke positie stelde hem in 1857 in staat om Johanna Maria de Haas te huwen.
In de jaren dat hij zijn heraldische onderzoeken deed bleef Rietstap werkzaam bij de Stenografische Dienst. In januari 1888 werd hij het hoofd van deze afdeling, een functie die hij in 1891, een half jaar voor zijn overlijden, neerlegde.

## Publicaties
Rietstaps eerste publicaties waren vertalingen uit het Frans, Duits en Engels. Hij vertaalde romans, wetenschappelijke werken en reisbeschrijvingen. Tot in de jaren 70 bleef hij vertalen, maar de heraldiek begon een steeds groter deel van zijn aandacht te krijgen. Rietstap was in de eerste plaats geïnteresseerd in familiewapens, de heraldiek van de overheden boeide hem minder. Zijn "Handboek der Wapenkunde" is nog steeds een standaardwerk.
In 1861 publiceerde Rietstap zijn "Armorial général, contenant la description des armoiries des familles nobles et patriciennes de l'Europe, précédé d'un dictionnaire des termes du blason". Het monumentale werk bevat een beschrijving zonder afbeeldingen van wapenschilden van 110.000 alfabetisch geordende families uit geheel Europa. In 1884 en 1887 werden twee aanvullingen gepubliceerd. Victor Rolland en zijn zoon Henri maakten tussen 1903 en 1926 een zesdelige geïllustreerde versie van het oorspronkelijke wapenboek.
Vanaf 1871 groeide de interesse voor heraldiek in Europa. In de vervalperiode die men wel als de "papieren heraldiek" aanduidt waren veel misstanden ontstaan en er heerste veel onkunde op heraldisch gebied. Door het publiceren van tijdschriften als de Heraldieke Bibliotheek en het na 1872 verschijnende "Tijdschrift voor Heraldiek, Genealogie, Zegels en Medailles" hoopte Rietstap, zelf de auteur van de voornaamste bijdragen, kennis over de heraldische hulpwetenschap en traditie te verspreiden. Het tijdschrift verscheen tot 1882.
Tussen 1880 en 1887 verscheen het monumentale Wapenboek der Nederlandschen Adel. In 1890 publiceerde hij De Wapens van den Tegenwoordigen en den Vroegeren Nederlandschen Adel met Genealogische en Heraldische Aanteekeningen. In  het voorwoord kritiseerde Rietstap de gebruikte spelling in Nederland in het algemeen en de slordigheden in de beschrijvingen van wapens.

## Rietstaps nalatenschap
Rietstap beschouwt men als de vader van de moderne heraldiek. Hij beïnvloedde belangrijke heraldici als Maximilian Gritzner door een precies taalgebruik te hanteren. Door zijn werk zijn er geaccepteerde Nederlandse termen en uitdrukkingen gangbaar geworden waar men in het verleden alleen archaïsch Frans gebruikte.
Toch moet men Rietstaps werk met enige omzichtigheid benaderen. Rietstaps verzameling groeide doordat hij Europese wapens uit alle perioden afkomstig uit boeken en tijdschriften toegestuurd kreeg van correspondenten. Hij noteerde telkens het gebied of land waaruit de wapenvoerende familie stamde zonder bronvermelding. Daardoor zijn foute toeschrijvingen niet na te gaan. In de meeste gevallen is niet vast te stellen op welke familie(tak) de wapens betrekking hebben. Rietstaps werk is ongeschikt voor de identificatie van middeleeuwse wapens. Algemeen genomen gaat het bij Rietstap immers om relatief recente wapens. 

## Referentie
- Rottier,H. en Van de Cruys, M. Heraldiek. Wapens kennen en herkennen, 351 blz, Uitgeverij Davidsfonds, Leuven, 2004, blz 258.